# Pnytagoras
Pnytagoras (grec ancien : Πνυταγόρας) fut un roi de Salamine de Chypre.

## Biographie
Ambitieux, il aurait assassiné son père Évagoras Ier, avec l'aide d'un eunuque. Son implication fut cependant découverte, et c'est son frère Nicoclès qui succéda à leur père. Cependant celui-ci est aussi assassiné, en 353 av. J.-C., par des partisans perses, à cause de son soutien de la révolte des satrapes. Évagoras II, leur plus jeune frère, à moins qu'il ne soit le fils de Nicoclès, lui succède alors, soutenus par les perses. Il ne règne cependant pas longtemps : Pnytagoras fomente une révolte et s'empare du trône en 351 av. J.-C. avec l'aide de la population grecque.
Lorsque Évagoras revient sur Chypre en 346 av. J.-C., à la suite de sa mauvaise gestion de Sidon, dont il est chassé par un autre révolte populaire, il est capturé et mis à mort par Pnytagoras.
Tous autres prétendants mort, Pnytagoras restera donc roi incontesté de Salamine jusqu'à sa mort. Il sera donc présent lors des conquêtes d'Alexandre le Grand sur la côte perse égéenne et le soutiendra, notamment lors du siège de Tyr. En récompense de son aide, Alexandre lui offrira le contrôle de Tamassos, un autre royaume chypriote, et considérera l'île comme une alliée plutôt qu'un territoire à conquérir.
À sa mort, dont ni la date ni la cause ne sont connues, son fils Nicocréon lui succédera, et ira d'ailleurs rapidement rendre hommage à Alexandre à Tyr.

## Dynastie
À la suite de son père Évagoras Ier, il se dit Éacides, descendant de Teucros fils de Télamon, lui-même frère d'Ajax le grand. En effet, Teucros serait le fondateur de Salamine de Chypre selon la mythologie grecque.

## Sources
- Les Deipnosophistes, Athénée de Naucratis, Livre IV, 167d